# Поново са Мијом
„Поново са Мијом” је југословенски телевизијски документарни филм из 1997. године. Режирао га је Александар Ђорђевић а сценарио је написао Душан Кандић.

## Улоге
| Глумац              | Улога             |
| ------------------- | ----------------- |
| Александар Ђорђевић | Лично             |
| Даница Аћимац       | Лично             |
| Драган Лаковић      | (архивски снимци) |
| Лола Новаковић      | Лично             |
| Мајда Сепе          | Лично             |